# مارافسای
ماراَفسای یا حوا (به انگلیسی: Ophiuchus) یکی از ۸۸ صور فلکی آسمان است. این صورت فلکی در میان صورت فلکی زانوزده، مار (صورت فلکی) و دلو قرار دارد. و از جمله سیزده صورت فلکی است که دائرةالبروج در زمینه آنها قرار دارد، خورشید در میانه برج قوس (۸ تا ۲۷ آذرماه) در مسیر دائرةالبروجی خود از زمینه آن می‌گذرد.
این پیکر آسمانی از گروه ستارگان خیلی بزرگ تشکیل شده که دایرهٔ ازشکل‌افتاده‌ای را درست کرده‌اند.

## ستارگان
پرنورترین ستاره‌های مارافسای به ترتیب آلفا مارافسای و اتا مارافسای هستند.
- RS مارافسای:ستاره‌ای است که با دوره چند روزه تغییر می‌کند یک نواختر است و تا چند وقت دیگر به ابرنواختر تبدیل می‌شود.[۲]
- ستاره بارنارد: یکی از ستارگان مهم است که بعد از پروکسیما قنطورس نزدیکترین ستاره به زمین است. البته در بین ستارگان دیگر بیشترین سرعت حرکت را دارد.
- در آوریل ۲۰۰۷ دانشمندان سوئدی در یکی از ستارگان مارافسای مولکول اکسیژن یافتند.
- در حدود ۴۰٫۰۰۰ سال دیگر ویجر ۱ از ۱٫۶ سال نوری ستاره AC+79 3888 که در مارافسای قرار دارد رد می‌شود.
- ستاره‌شناسان چندی پیش اعلام کردند تلسکوپ زمینی «ALMA» در شیلی سیگنال‌هایی دریافت کرده‌است که احتمالاً متعلق به جوانترین سیاره فراخورشیدی کشف شده تا به امروز است. این سیاره که جرمی درحدود مشتری دارد، به دور ستاره جوانی به نام «AS 209» می‌چرخد که درحقیقت توپ گازی ۱٫۶ میلیون ساله با فاصله ۳۹۵ سال نوری از زمین است. این منظومه جوان در صورت فلکی «ماراَفسای» یا «حوا» قرار دارد.[۳]

## اجرام عمقی آسمان
- آی‌سی ۴۶۶۵
- ان‌جی‌سی ۶۶۳۳
- مسیه ۹
- مسیه ۱۰
- مسیه ۱۴
- مسیه ۱۹
- مسیه ۶۲
- مسیه ۱۰۷
- ان‌جی‌سی ۶۲۴۰